# Девід Кларінваль
Девід Кларінваль (народився 10 січня 1976) — бельгійський політик, представник Реформістського руху, який обіймав посаду міністра у справах середнього класу, малого та середнього бізнесу, самозайнятих осіб, сільського господарства, соціальної інтеграції та міської політики в уряді прем'єр-міністра Александра Де Кроо з 2020 рік.

## Раннє життя
Кларінваль народився 10 січня 1976 року в місті Дінан. Вивчав політологію в Лувенському католицькому університеті. Після закінчення навчання він працював помічником Реформаторського руху в Палаті представників.

## Політична кар'єра
На місцевих виборах у Бельгії 2000 року, у віці 24 років, Кларінваль був обраний мером міста Б'євр. На той момент він був наймолодшим мером країни.
З 2007 року Clarinval є членом Палати представників Бельгії. 27 жовтня 2019 року прем’єр-міністр Софі Вільмес призначила його міністром бюджету та державної служби та міністром наукової політики. У листопаді він був призначений одним із трьох віце-прем'єр-міністрів замість Дідьє Рейндерса.
З поступовим виходом Софі Вільмес з уряду, Clarinval став заступником прем’єр-міністра у квітні 2022 року, спочатку на тимчасовій основі, а остаточно з 14 липня 2022 року.